# Bachelor of Medicine, Bachelor of Surgery
Bachelor of Medicine, Bachelor of Surgery  (abreviado de diversas formas: MBBS, MBChB, MB BS, MB BChir, BM BCh, MB BCh, MB ChB, BM BS, BM, BMed), em latim: Medicinae Baccalaureus, Baccalaureus Chirurgiae, em português Bacharel em Medicina e Bacharelado em Cirurgia, é um título profissional dado a graduados em escolas médicas, em países que seguem a tradição britânica.
No Brasil, o título deixou de ser atribuído com a promulgação da Lei nº 13.270, de 13 de abril de 2016. O texto veda a denominação ‘bacharel em Medicina", reconhecendo os graduados em curso superior de medicina através da denominação "médico".